# Un topolino sotto sfratto
Un topolino sotto sfratto (Mouse Hunt) è un film commedia nera slapstick americano del 1998 diretto da Gore Verbinski, al suo debutto alla regia di un lungometraggio. Nel cast Nathan Lane, Lee Evans, Maury Chaykin e Christopher Walken. 
Il film segue due fratelli simili a Laurel e Hardy nella loro lotta contro un piccolo ma furbo topo domestico per il possesso di una villa che era stata loro, voluta dal padre. Sebbene il film sia ambientato alla fine del XX secolo, gli stili spaziano in modo umoristico dagli anni '40 agli anni '90. È stato il primo film per famiglie a essere distribuito dalla DreamWorks Pictures, che lo ha distribuito negli Stati Uniti il 13 febbraio 1998. Il film ha ricevuto recensioni contrastanti, ma è stato un successo commerciale.
È stato dedicato alla memoria di William Hickey, qui in uno degli ultimi ruoli prima della morte.

## Trama
(Rudolf Smuntz)
Quando Rudolf Smuntz, un tempo ricco magnate dello spago, muore, lascia la sua fabbrica di spago e una villa vittoriana abbandonata ai suoi due figli: il rispettoso e ottimista Lars, che decide di mandare avanti l'attività del padre, e il cinico e venale Ernie, che invece, non avendo molto affetto per il padre e il fratello, ha ignorato l'azienda per diventare chef. Al ristorante di Ernie, uno scarafaggio striscia fuori da una scatola di sigari ereditata dal padre e finisce in un piatto preparato per il sindaco, provocandogli un infarto mortale quando lo morde accidentalmente. Come risultato, il ristorante di Ernie viene chiuso e lui si ritrova a lavorare in una tavola calda. Nel frattempo, un'azienda di spago offre a Lars un'acquisizione per la fabbrica, ma lui ricorda di aver promesso a suo padre di non venderla mai e rifiuta. Appresa la notizia, April, l'avida e poco premurosa moglie di Lars, lo caccia fuori di casa. 
Non avendo nessun altro posto dove andare, i fratelli trascorrono la notte nella villa. I due non riescono a dormire a causa dei rumori causati da un topo: mentre indagano sulla fonte dei suoni, trovano nella soffitta i progetti della proprietà, che rivelano che la villa era il progetto finale di un famoso architetto, Charles Lyle LaRue, e varrebbe una fortuna se restaurata. Lars ed Ernie decidono dunque di ristrutturare la villa e metterla all'asta. Ernie, temendo che l'incidente dello scarafaggio si ripeta, convince Lars che devono sbarazzarsi del topo. Questo si dimostra però eccezionalmente intelligente, tanto da far fallire tutti i sistemi convenzionali per cacciarlo. II fratelli ricorrono a misure estreme per rimuovere il topo, incluso l'acquisto di un mostruoso gatto chiamato "Catzilla" e l'assunzione di un eccentrico disinfestatore di nome Caesar; entrambi gli espedienti falliscono miseramente: il topo lascia cadere Catzilla verso la morte in un montavivande e trascina Caesar attraverso la villa usando la fune del verricello del suo camion.
Intanto, nel mentre che lui e Lars ristrutturavano il vecchio maniero, Ernie aveva preso un prestito contro il mutuo della villa per contribuire a pagare i lavori di ristrutturazione, e la banca li informa che saranno sfrattati entro due giorni a meno che non rimborsino i soldi. Con i loro fondi limitati i fratelli non possono pagare i loro lavoratori, costringendoli a scioperare. Ernie trova il biglietto da visita della Zepco e organizza un incontro per accettare segretamente la loro offerta di acquisizione. Lars va alla fabbrica per produrre abbastanza corda per estinguere il mutuo e incontra April, che ha appreso del valore della villa e riprende la sua relazione con Lars, dandogli i fondi di cui hanno bisogno. L'incontro di Ernie con i rappresentanti della Zeppco va storto quando cerca di impressionare alcune donne e viene investito da un autobus. 
Ritornati alla villa, e appreso del fallimento di Caesar, I fratelli inseguono il topo con un fucile e accidentalmente accendono una bomba insetticida che lo sterminatore aveva lanciato, facendo esplodere un enorme buco nel pavimento. Lars, attraverso la segreteria telefonica, viene a scoprire il piano di Ernie di vendere la Zepco e ne rimane molto offeso. I due si mettono a discutere in modo acceso e durante l'alterco Ernie si sfoga con Lars rivelando quanto si sentisse trascurato dal padre, che sembrava essere talmente ossessionato dallo spago da trascurare la sua passione per la cucina e preferendo di conseguenza Lars a lui. Di rimando il fratello gli dà dell'irresponsabile, visto che lui non ha mai amato lo spago, ma per amore verso il padre ha accettato di ereditare l'attività. I due iniziano una lite furibonda al culmine della quale Lars lancia un'arancia a Ernie il quale si abbassa: l’arancia colpisce in pieno il topo, che viene messo ko. I fratelli, mossi a compassione, non riescono a ucciderlo e decidono piuttosto di spedirlo via posta a Cuba. Riconciliatisi, i due finiscono i lavori di ristrutturazione. La notte dell'asta, Lars scopre che il pacco contenente il topo è stato restituito alla villa (per peso insufficiente) e vi è stato fatto un buco: Ernie vede il piccolo animale sul suo podio durante il discorso di apertura ai banditori. I due fratelli provano a stanare il topo con un tubo da giardino, riempiendo d'acqua un muro interno della villa finché non scoppia, facendola crollare. April se ne va con un ricco offerente e i fratelli rimangono senza nulla, ma consolati che il topo è stato sicuramente ucciso nel crollo.
I fratelli trascorrono così la notte in fabbrica, ignari che il topo sia sopravvissuto e li abbia seguiti. Vedendo il loro triste stato, l’animale ha pietà di loro e attiva i macchinari della fabbrica, facendo cadere un blocco di formaggio nella caldaia della cera per produrre una palla di formaggio a pasta filata. Ispirati, Ernie e Lars rinnovano la fabbrica per produrre formaggio a pasta filata e altri prodotti a base di formaggio, unendo così le loro passioni e ottenendo un enorme successo sul mercato. Lars gestisce la fabbrica con Ernie come chef, mentre il topo diventa la mascotte della fabbrica e l'assaggiatore per nuove combinazioni di formaggi.

## Produzione
Per interpretare il topolino sono stati utilizzati sessanta animali vivi (addestrati da Boone Narr), un pupazzo meccanico (costruito da Stan Winston) e immagini digitali (della Rhythm and Hues).
La pellicola venne registrata in California fra: Fresno, Bass Lake, North Folk, Oakhurst.
Le riprese del film si sono svolte dal 3 marzo 1997 al 3 luglio 1997.

## Accoglienza

### Critica
Un topolino sotto sfratto ha ricevuto recensioni contrastanti dalla critica cinematografica. Rotten Tomatoes riferisce che il 42% dei 32 critici ha dato al film una recensione positiva. Metacritic riferisce che il film ha un punteggio di 54 su 100 basato sulle recensioni di 21 critici, indicando "recensioni contrastanti o medie". Roger Ebert ha dato al film due stelle, definendolo "poco divertente, e forse non avrebbe potuto essere molto divertente comunque", anche se al partner Gene Siskel è piaciuto il film.
Per quanto riguarda gli effetti speciali digitali, Ebert ha considerato il film "un eccellente esempio del modo in cui i progressi moderni negli effetti speciali possono sabotare un'immagine (Titanic è un esempio di effetti usati con saggezza). Perché è possibile realizzare un film in cui il topo può fare ogni sorta di cose intelligenti, i cineasti hanno ipotizzato erroneamente che sarebbe divertente vedere il topo mentre li fa".

### Incassi
Il film è stato un successo finanziario, in parte dovuto all'uscita durante il periodo natalizio. È uscito il 19 dicembre 1997, aprendo in Nord America al quarto posto e incassando $ 6.062.922 nel fine settimana di apertura. Ha concluso il 1º luglio 1998, con un incasso finale di $ 61.917.389 sul mercato nordamericano e $ 60.500.000 in altri territori per un totale mondiale di $ 122.417.389. Il suo budget era di 38 milioni di dollari. Il film è uscito nel Regno Unito il 3 aprile 1998 e ha aperto al secondo posto, dietro Titanic.

## Riconoscimenti
- 1998 - Saturn Award
  - Candidatura per il miglior film fantasy
- 1998 - Key Art Awards
  - Best of Show - Audiovisivo per il teaser trailer
- 1998 - Kids' Choice Awards
  - Candidatura per la celebrità animale preferita (sezione Miscellanea) al topolino
- 1998 - World Animation Celebration
  - Miglior uso di animazione computerizzata in un film tradizionale da un professionale